# Meesterklasse schaken 2023/24
Het Meesterklasse-seizoen 2023/24 was het 27e seizoen van de Meesterklasse, de hoogste Nederlandse schaakcompetitie voor clubteams. Er werd door tien teams gestreden om het clubkampioenschap van Nederland. Kennemer Combinatie werd voor de tweede keer in haar historie clubkampioen van Nederland.

## Competitieverloop
De competitie werd gespeeld in een halve competitie. Elke vereniging speelde één keer tegen een andere vereniging.
In het voorgaande seizoen werd Amevo Apeldoorn voor de tweede maal op rij landskampioen en was dus titelverdediger. Uit de Eerste Klasse 2022/23 waren gepromoveerd: De Waagtoren, en HMC Den Bosch. De Waagtoren maakt zijn debuut op het hoogste niveau van Nederland.
Kennemer Combinatie won alle wedstrijden behalve tegen de nummer 2 LSG (gelijkspel). In de voorlaatste ronde legde de Haarlemse club beslag op de landstitel door op bezoek bij HMC Den Bosch met 8½-1½ te winnen. Tot de kernselectie van Kennemer Combinatie behoorden Onno Elgersma, Iwo Godzwon, Friso Nijboer, Khoi Pham, Casper Schoppen, Tim Grutter, David Pardo Simon, Liam Vrolijk en Eline Roebers. Ivan Sokolov was een belangrijke invaller.
Casper Schoppen (Kennemer Combinatie) en Dimitri Reinderman (De Waagtoren) werden de topscorers met 8 punten uit negen partijen. Schoppen wist daarnaast ook beslag te leggen op de schoonheidsprijs in de laatste ronde met een partij tegen Michaël van Liempt.
HMC Den Bosch en De Waagtoren degradeerden naar de Eerste Klasse.

## Deelnemende teams[2]
| Team                   | Plaats           |
| ---------------------- | ---------------- |
| Amevo Apeldoorn 1      | Apeldoorn        |
| Charlois Europoort 1   | Rotterdam        |
| De Waagtoren 1         | Alkmaar          |
| Groninger Combinatie 1 | Groningen        |
| HMC Den Bosch 1        | 's-Hertogenbosch |
| Kennemer Combinatie 1  | Haarlem          |
| LSG IntelliMagic 1     | Leiden           |
| Paul Keres 1           | Utrecht          |
| Zuid Limburg 1         | Voerendaal       |
| Zukertort Amstelveen 1 | Amstelveen       |

## Speeldata
| Ronde   | Datum      |
| ------- | ---------- |
| Ronde 1 | 16-09-2023 |
| Ronde 2 | 07-10-2023 |
| Ronde 3 | 04-11-2023 |
| Ronde 4 | 25-11-2023 |
| Ronde 5 | 16-12-2023 |
| Ronde 6 | 03-02-2024 |
| Ronde 7 | 02-03-2024 |
| Ronde 8 | 23-03-2024 |
| Ronde 9 | 20-04-2024 |

## Eindstand en kruistabel
| #  | Team                   | MP | BP  | 1  | 2  | 3  | 4  | 5  | 6  | 7  | 8  | 9  | 10 |
| -- | ---------------------- | -- | --- | -- | -- | -- | -- | -- | -- | -- | -- | -- | -- |
| 1  | Kennemer Combinatie 1  | 17 | 60½ | ☓  | 5  | 6  | 6½ | 5½ | 5½ | 8  | 7½ | 8½ | 8  |
| 2  | LSG IntelliMagic 1     | 14 | 53  | 5  | ☓  | 5½ | 4  | 8½ | 6½ | 6  | 5  | 6½ | 6  |
| 3  | Apeldoorn 1            | 14 | 52½ | 4  | 4½ | ☓  | 5½ | 5½ | 6½ | 5½ | 7  | 6½ | 7½ |
| 4  | Groninger Combinatie 1 | 12 | 50  | 3½ | 6  | 4½ | ☓  | 5  | 5  | 6  | 6  | 5½ | 8½ |
| 5  | Paul Keres 1           | 9  | 44½ | 4½ | 1½ | 4½ | 5  | ☓  | 5  | 6½ | 5  | 5½ | 7  |
| 6  | Zukertort Amstelveen 1 | 8  | 42  | 4½ | 3½ | 3½ | 5  | 5  | ☓  | 5½ | 5½ | 4  | 5½ |
| 7  | Charlois Europoort 1   | 5  | 41  | 2  | 4  | 4½ | 4  | 3½ | 4½ | ☓  | 5  | 6½ | 7  |
| 8  | Zuid Limburg 1         | 5  | 39½ | 2½ | 5  | 3  | 4  | 5  | 4½ | 5  | ☓  | 7  | 3½ |
| 9  | HMC Den Bosch 1        | 4  | 37  | 1½ | 3½ | 3½ | 4½ | 4½ | 6  | 3½ | 3  | ☓  | 7  |
| 10 | De Waagtoren 1         | 2  | 30  | 2  | 4  | 2½ | 1½ | 3  | 4½ | 3  | 6½ | 3  | ☓  |

## Beste individuele scores
| #  | Naam               | ELO  | # | Pt. | TPR  | W-We | KV |
| -- | ------------------ | ---- | - | --- | ---- | ---- | -- |
| 1  | Casper Schoppen    | 2554 | 9 | 8   | 2701 | 1.6  | 1  |
| 2  | Dimitri Reinderman | 2527 | 9 | 8   | 2643 | 1.02 | 5  |
| 3  | Arthur Pijpers     | 2442 | 9 | 7   | 2602 | 1.67 | 5  |
| 4  | Arthur de Winter   | 2430 | 9 | 7   | 2561 | 1.76 | 3  |
| 5  | Nico Zwirs         | 2482 | 9 | 7   | 2549 | 0.73 | -1 |
| 6  | Onno Elgersma      | 2336 | 9 | 7   | 2491 | 1.69 | -1 |
| 7  | Thomas Beerdsen    | 2509 | 8 | 6.5 | 2662 | 1.57 | 0  |
| 8  | Merijn van Delft   | 2393 | 9 | 6.5 | 2539 | 1.76 | -3 |
| 9  | Jan-Willem de Jong | 2403 | 9 | 6.5 | 2450 | 0.77 | -1 |
| 10 | Jan Smeets         | 2543 | 7 | 6   | 2643 | 0.85 | -1 |

Eerste klasse

1920/21 · 1921/22 · 1922/23 · 1923/24 · 1924/25 · 1925/26 · 1926/27 · 1927/28 · 1928/29 · 1929/30 · 1930/31 · 1931/32 · 1932/33 · 1933/34 · 1934/35 · 1935/36 · 1936/37 · 1937/38 · 1938/39 · 1939/40 · 1940/41 · 1941/42
Hoofdklasse

1942/43 · 1943/44 · 1944/45 · 1945/46 · 1946/47 · 1947/48 · 
1948/49 · 1949/50 · 1950/51 · 1951/52 · 1952/53 · 1953/54 · 1954/55 · 1955/56 · 1956/57 · 1957/58 · 1958/59 · 1959/60 · 1960/61 · 1961/62 · 1962/63 · 1963/64 · 1964/65 · 1965/66 · 1966/67 · 1967/68 · 1968/69 · 1969/70 · 1970/71 · 1971/72 · 1972/73 · 1973/74 · 1974/75 · 1975/76 · 1976/77 · 1977/78 · 1978/79 · 1979/80 · 1980/81 · 1981/82 · 1982/83 · 1983/84 · 1984/85 · 1985/86 · 1986/87 · 1987/88 · 1988/89 · 1990/91 · 1991/92 · 1992/93 · 1993/94 · 1994/95 · 1995/96
Meesterklasse

1996/97 · 1997/98 · 1998/99 · 1999/00 · 2000/01 · 2001/02 · 2002/03 · 2003/04 · 2004/05 · 2005/06 · 2006/07 · 2007/08 · 2008/09 · 2009/10 · 2010/11 · 2011/12 · 2012/13 · 2013/14 · 2014/15 · 2015/16 · 2016/17 · 2017/18· 2018/19 · 2019/20 · 2020/21 · 2021/22 · 2022/23 · 2023/24 · 2024/25